# Szimbiózis

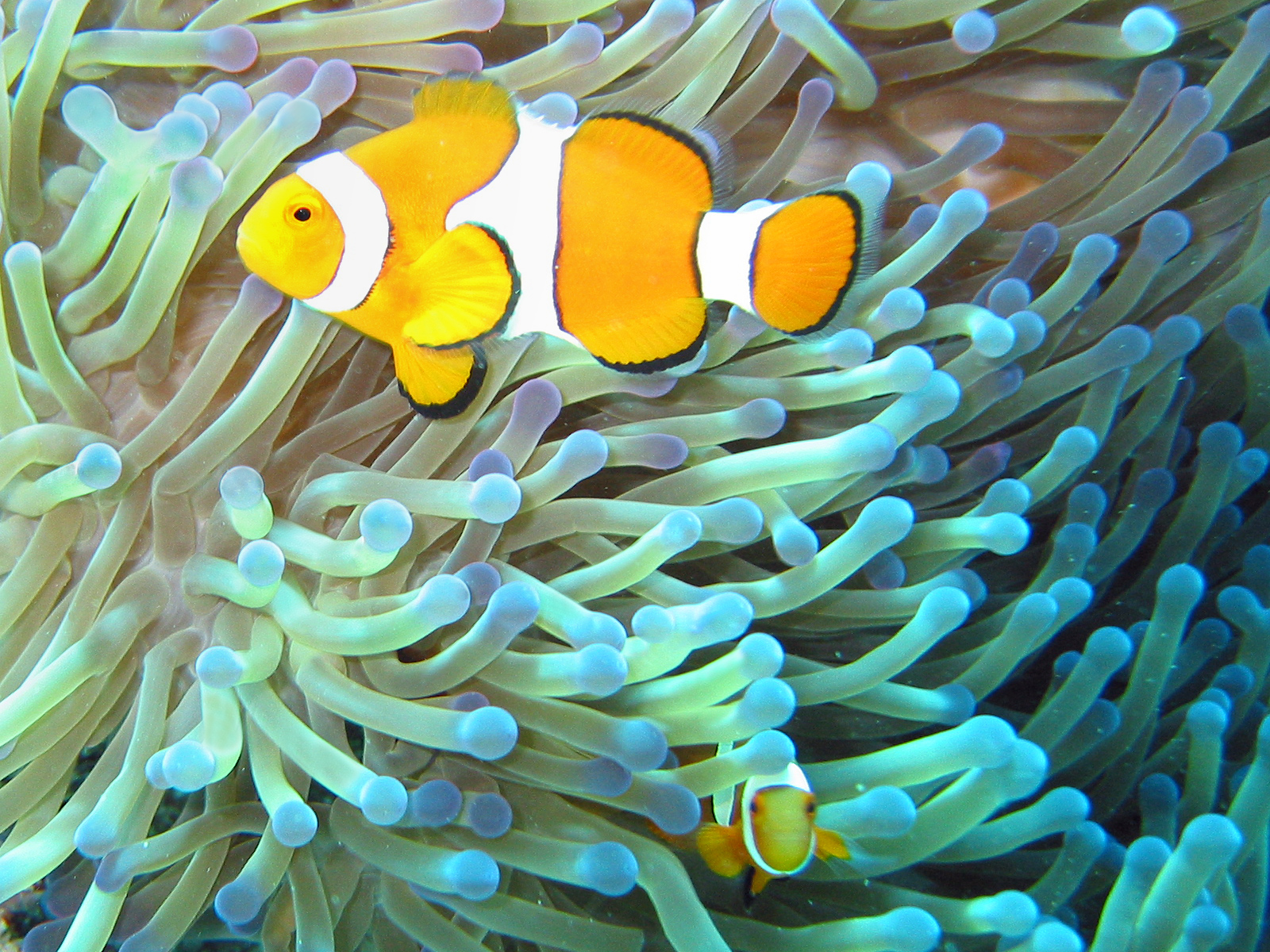
Bohóchal (Amphiprion ocellaris) az egyébként halálos mérgű óriás anemóna (Heteractis magnifica) tengeri rózsában.

A szimbiózis két vagy több különböző faj egyedeinek (általában egymásra utalt) szoros együttélése. A szimbiózisban mindkét fél előnyökhöz jut. ha nem jut viszhez akor meg fog halni

## A szimbiogenezis
A szimbiogenezis új szövetek, szervek, szervezetek – sőt fajok – hosszú távú, tartós együttélésének következménye.

## Az előnyös együttélés változatai
A mutualizmus (kölcsönösség) fogalmát a résztvevők számára egyaránt előnyös populációk közti kapcsolatra (néha a szimbiózis szinonimájaként) alkalmazzák.

## A szimbiózis változatai
- Lichenizmus: zuzmószimbiózis vagyis az algák és gombafonalak együttélése.
- Mikorrhiza: a gombák és magasabbrendű növények szimbiózisának neve.
- Szimbionta növény: növény és növény között kialakult ún. fitoszimbiózis.
- Zooszimbiózis: állatok között kialakult szimbiózis.
- Szimfília: olyan kapcsolatforma, amelyben az egyik faj a másik testváladékát fogyasztja. (például a hangyák és/vagy termeszek kapcsolata más rovarfajokkal)
- Szimforizmus: Más élőlényen való rajtaélés, anélkül, hogy a hordozó szervezet kárt szenvedne.

A növényvilágban elterjedt együttélési forma a szimbiózis, például ilyen a zuzmó, ami gombafonalból és zöldmoszatból épül fel. 
Alig néhány olyan növénycsaládot ismerünk, amelyben nem, vagy csak elvétve találunk szimbiózist.